# Baglung (district)

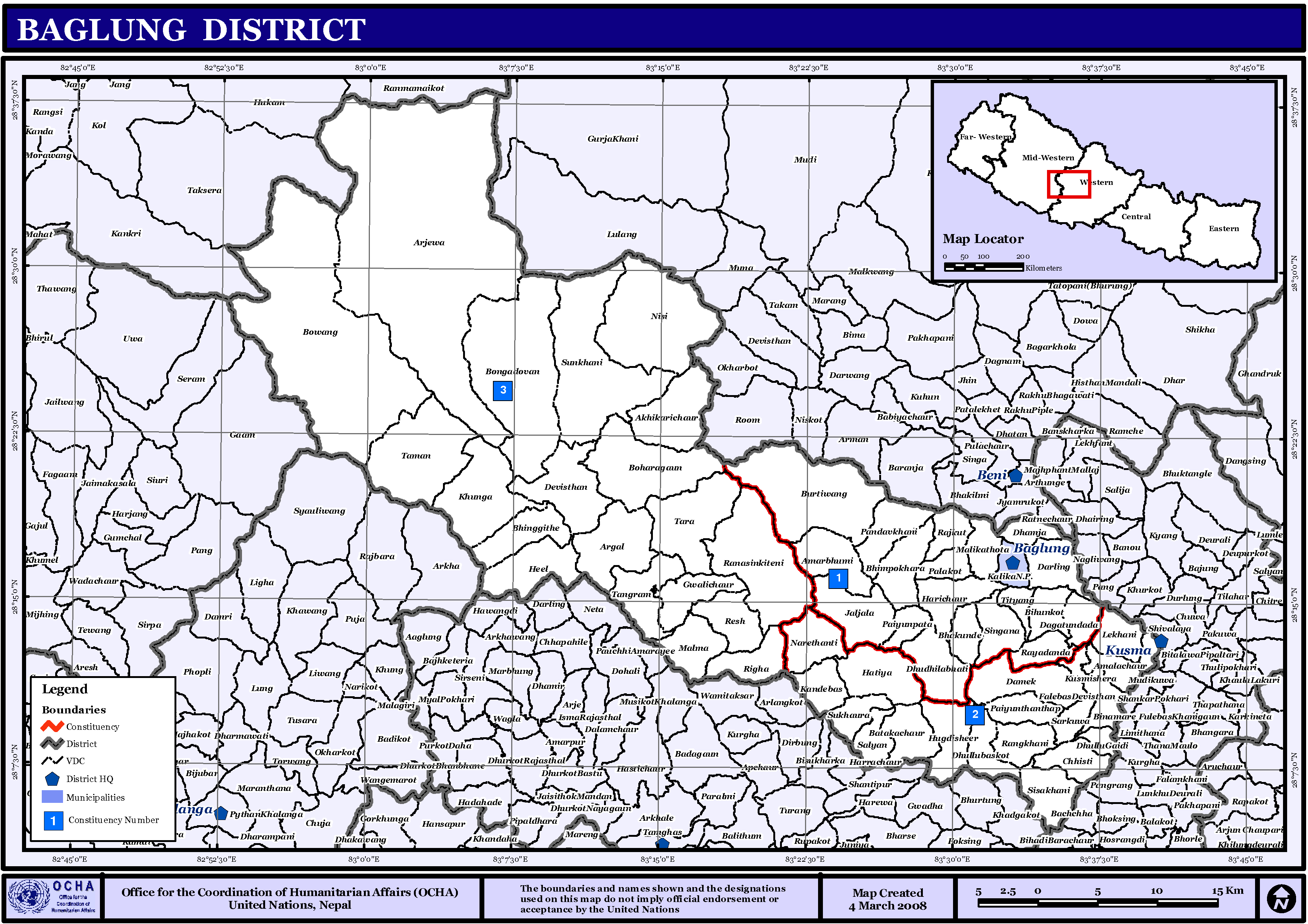
Kaart van Baglung

Baglung (Nepalees: वाग्लुङ) is een van de 75 districten van Nepal. Het district is gelegen in de bestuurlijke zone Dhawalagiri en de hoofdstad is Baglung.

## Stedenendorpscommissies[2][3]
- Stad: Nepalees: nagarpalika of N.P.; Engels: municipality;
- Dorpscommissie: Nepalees: gāu bikās samiti; Engels: village development committee of VDC.

- Steden (1): Baglung.
- Dorpscommissies (59): Adhikarichaur, Amalachaur, Amarbhumi, Argal, Arjewa, Batakachaur, Bhakunde, Bhimpokhara, Bhinggithe, Bihunkot, Binamare, Boharagaun, Bongadovan, Bowang, Burtiwang, Chhisti, Dagatundada, Damek, Darling, Devisthan, Dhamja, Dhudhilabhati, Dhullu Gaidi, Dhullubaskot, Gwalichaur, Harichaur, Hatiya, Heel, Hugdisheer, Jaljala, Kandebas, Khunga, Kusmishera, Lekhani, Malika, Malma, Narayanshtan, Narethanti, Nisi, Paiyunpata, Paiyunthanthap, Palakot, Pandavkhani, Rajkut, Ranasinkiteni, Rangkhani, Rayadanda, Resh, Righa, Salyan, Sarkuwa, Singana, Sisakhani, Sukhaura, Sunkhani (of: Khungkhani), Taman, Tangram, Tara, Tityang.

Achham · 
Arghakhanchi · 
Baglung · 
Baitadi · 
Bajhang · 
Bajura · 
Banke · 
Bara · 
Bardiya · 
Bhaktapur · 
Bhojpur · 
Chitwan · 
Dadeldhura · 
Dailekh · 
Dang · 
Darchula · 
Dhading · 
Dhankuta · 
Dhanusa · 
Dolkha · 
Dolpa · 
Doti · 
Gorkha · 
Gulmi · 
Humla · 
Ilam · 
Jajarkot · 
Jhapa · 
Jumla · 
Kailali · 
Kalikot · 
Kanchanpur · 
Kapilvastu · 
Kaski · 
Kathmandu · 
Kavrepalanchok · 
Khotang · 
Lalitpur · 
Lamjung · 
Mahottari · 
Makwanpur · 
Manang · 
Morang · 
Mugu · 
Mustang · 
Myagdi · 
Nawalparasi · 
Nuwakot · 
Okhaldhunga · 
Palpa · 
Panchthar · 
Parbat · 
Parsa · 
Pyuthan · 
Ramechhap · 
Rasuwa · 
Rautahat · 
Rolpa · 
Rukum · 
Rupandehi · 
Salyan · 
Sankhuwasabha · 
Saptari · 
Sarlahi · 
Sindhuli · 
Sindhulpalchok · 
Siraha · 
Solukhumbu · 
Sunsari · 
Surkhet · 
Syangja · 
Tanahu · 
Taplejung · 
Terhathum · 
Udayapur